# Vitéz Mihály lovas szobra (Gyulafehérvár)
Vitéz Mihály lovas szobra műemlék Romániában, Fehér megyében, Gyulafehérváron. A romániai műemlékek jegyzékében az AB-III-m-B-00402 sorszámon szerepel.

## Leírása
A bronzszobor 8,46 méter magas, amelyből a lábazat mérete 2 méter.